# 自衛隊愛媛地方協力本部
自衛隊愛媛地方協力本部（じえいたいえひめちほうきょうりょくほんぶ、Ehime Provincial Cooperation Office）は、愛媛県松山市三番町8-352-1に本部が所在する、自衛隊地方協力本部のひとつ。

## 概要
陸・海・空自衛隊共同の機関だが、平素は陸上自衛隊の中部方面総監の指揮監督下に置かれている。防衛省・自衛隊の総合窓口として愛媛県を管轄する。

## 沿革
- 1956年（昭和31年）8月1日：自衛隊愛媛地方連絡部が編成。
- 2006年（平成18年）7月31日：自衛隊愛媛地方協力本部に改編。
- 2023年（令和05年）7月1日：新庁舎開庁記念行事を実施[2]。

## 編成
- 総務課（業務全般の管理運営・支援業務の統括、会計に関する業務）
- 募集課（自衛官の募集・採用に関する業務）
  - 広報室（自衛隊のイベント等、広報に関する業務）
- 援護課
  - 援護班（退職自衛官の再就職援護に関する業務）
  - 予備自衛官班（予備自衛官等の管理に関する業務）

装備車両表示は「愛媛地本」

## 出先機関
- 新居浜出張所　担当地区：新居浜市、西条市、四国中央市
- 今治地域事務所　担当地区：今治市、上島町
- 大洲地域事務所　担当地区：大洲市、八幡浜市、西予市、内子町、伊方町
- 宇和島地域事務所　担当地区：宇和島市、愛南町、鬼北町、松野町
- 松山募集案内所　担当地区：松山市、伊予市、東温市、久万高原町、松前町、砥部町

## 主要幹部
| 官職名                   | 階級    | 氏名     | 補職発令日     | 前職               |
| ------------------------ | ------- | -------- | -------------- | ------------------ |
| 自衛隊愛媛地方協力本部長 | 1等陸佐 | 真部亮太 | 2023年03月13日 | 武山駐屯地業務隊長 |

| 代 | 階級    | 氏名       | 在職期間                                                    | 出身校・期            | 前職                                        | 後職                                                       |
| -- | ------- | ---------- | ----------------------------------------------------------- | --------------------- | ------------------------------------------- | ---------------------------------------------------------- |
| 01 | 2等陸佐 | 田原明夫   | 1956年08月01日 - 1958年07月31日                             |                       | 調達実施本部試作調達課総務係長              | 陸上幕僚監部補給課総括班長                                 |
| 02 | 1等陸佐 | 厚地五一   | 1958年08月01日 - 1960年07月31日                             | 金沢高工 昭和7年卒    | 第1建設群長 兼 豊川駐とん地司令             | 西部方面総監部営繕課長                                     |
| 03 | 1等陸佐 | 丹下藹基   | 1960年08月01日 - 1962年03月15日                             | 海兵59期              | 第4特科連隊長 兼 久留米駐とん地司令         | 自衛隊愛媛地方連絡部付 →1963年4月26日 停年退官             |
| 04 | 2等陸佐 | 中園嘉市   | 1962年03月16日 - 1964年07月15日 ※1963年01月01日 1等陸佐昇任 | 京城高商 昭和12年卒   | 伊丹駐とん地業務隊長 （2等陸佐）            | 西部方面総監部募集課長                                     |
| 05 | 1等陸佐 | 富永広徳   | 1964年07月16日 - 1967年07月16日                             | 陸士50期・ 陸大60期   | 陸上自衛隊幹部学校学校教官                  | 第3教育団副団長                                            |
| 06 | 1等陸佐 | 清水道正   | 1967年07月17日 - 1970年03月15日                             | 陸士56期              | 第9師団司令部第1部長                        | 中部方面総監部第1部長                                      |
| 07 | 1等陸佐 | 吉岡哲雄   | 1970年03月16日 - 1971年07月15日                             | 陸士54期              | 中部方面総監部武器課長                      | 陸上自衛隊関西地区補給処桂支処長 兼 関西地区補給処武器部長 |
| 08 | 1等陸佐 | 佐久間甚一 | 1971年07月16日 - 1973年03月15日                             | 陸航士58期            | 陸上自衛隊少年工科学校勤務                  | 中部方面総監部募集課長                                     |
| 09 | 1等陸佐 | 福田完爾   | 1973年03月16日 - 1975年03月16日                             | 陸士58期              | 陸上自衛隊幹部学校勤務                      | 第5陸曹教育隊長                                            |
| 10 | 1等陸佐 | 武田晉     | 1975年03月17日 - 1977年03月15日                             | 陸航士59期            | 第4師団司令部第3部長                        | 第4陸曹教育隊勤務                                          |
| 11 | 1等陸佐 | 渡邊茂     | 1977年03月16日 - 1979年03月15日                             |                       | 松山駐とん地業務隊長                        | 第4陸曹教育隊付 →1979年7月1日 退職                         |
| 12 | 1等空佐 | 廣畠登     | 1979年03月16日 - 1981年03月15日                             | 同志社大学 昭和29年卒 | 西部航空方面隊司令部監察官                  | 第3航空団副司令                                            |
| 13 | 1等空佐 | 田所健     | 1981年03月16日 - 1983年02月15日                             | 防大3期               | 航空自衛隊幹部学校勤務                      | 航空実験団飛行実験群司令                                   |
| 14 | 1等空佐 | 近藤欣司   | 1983年02月16日 - 1985年03月15日                             | 防大5期               | 航空幕僚監部監理部総務課渉外班長            | 第2輸送航空隊副司令                                        |
| 15 | 1等陸佐 | 中山忠正   | 1985年03月16日 - 1987年03月15日                             | 防大5期               | 陸上自衛隊幹部学校学校教官                  | 陸上自衛隊高射学校学校教官                                 |
| 16 | 1等陸佐 | 松友正隆   | 1987年03月16日 - 1989年03月31日                             | 防大2期               | 陸上自衛隊幹部学校研究員                    | 練馬駐屯地業務隊長                                         |
| 17 | 1等陸佐 | 石井修一   | 1989年04月01日 - 1991年03月31日                             | 防大7期               | 陸上幕僚監部装備部武器・化学課 化学室長     | 陸上幕僚監部調査部調査第2課                                |
| 18 | 1等陸佐 | 畠山昌彦   | 1991年04月01日 - 1992年08月02日                             | 防大9期               | 第18普通科連隊長                            | 陸上自衛隊幹部学校教育部教務課長                           |
| 19 | 1等陸佐 | 山崎召三   | 1992年08月03日 - 1994年07月31日                             | 防大12期              | 陸上幕僚監部人事部援護業務課 援護班長       | 第10特科連隊長 兼 豊川駐屯地司令                           |
| 20 | 1等陸佐 | 坪井寛     | 1994年08月01日 - 1996年07月31日                             | 防大16期              | 統合幕僚会議事務局第5幕僚室 長期班長        | 第5後方支援連隊長                                          |
| 21 | 1等陸佐 | 中村憲一   | 1996年08月01日 - 1998年07月31日                             | 防大18期              | 陸上幕僚監部防衛部防衛課編成班長            | 陸上幕僚監部防衛部防衛課 防衛調整官                        |
| 22 | 1等陸佐 | 品川澄雄   | 1998年08月01日 - 1999年10月31日                             | 防大16期              | 第16普通科連隊長 兼 大村駐屯地司令          | 陸上幕僚監部人事部募集課長                                 |
| 23 | 1等陸佐 | 加瀬静夫   | 1999年11月01日 - 2001年07月31日                             | 防大20期              | 陸上幕僚監部人事部人事計画課 予備自衛官班長 | 北部方面警務隊長                                           |
| 24 | 1等陸佐 | 松浦学     | 2001年08月01日 - 2003年07月31日                             | 防大16期              | 陸上自衛隊通信学校第1教育部長               | 陸上自衛隊研究本部総合研究部 第2研究課長                   |
| 25 | 1等陸佐 | 山口正彦   | 2003年08月01日 - 2005年07月31日                             | 防大22期              | 陸上幕僚監部調査部調査課 情報保全室長       | 西部方面特科隊副隊長                                       |
| 26 | 1等陸佐 | 児島幹司   | 2005年08月01日 - 2007年07月31日                             | 防大23期              | 第1特科隊長 兼 北富士駐屯地司令             | 東部方面総監部総務部長                                     |
| 27 | 事務官  | 岡本明彦   | 2007年08月01日 - 2009年03月31日                             | 筑波大学 昭和55年卒   | 防衛省人事教育局人材育成課 援護企画室長     | 北関東防衛局企画部次長                                     |
| 28 | 1等陸佐 | 池田一敏   | 2009年04月01日 - 2011年07月31日                             | 防大27期              | 第1高射特科群長                             | 西部方面総監部総務部長                                     |
| 29 | 1等陸佐 | 元脇康司   | 2011年08月01日 - 2013年07月31日                             | 防大26期              | 東北方面総監部総務部長                      | 陸上自衛隊幹部学校研究課長                                 |
| 30 | 1等陸佐 | 天本博文   | 2013年08月01日 - 2015年07月31日                             | 防大32期              | 第3特科隊長 兼 姫路駐屯地司令               | 第5旅団司令部幕僚長                                        |
| 31 | 1等陸佐 | 大関雅宏   | 2015年08月01日 - 2017年07月31日                             | 防大31期              | 東部方面総監部装備部後方運用課長            | 陸上自衛隊幹部学校主任教官                                 |
| 32 | 1等陸佐 | 茅野剛也   | 2017年08月01日 - 2019年05月19日                             | 防大34期              | 第49普通科連隊長                            | 陸上自衛隊関西補給処総務部長                               |
| 33 | 1等陸佐 | 堀次郎     | 2019年05月20日 - 2021年07月31日                             | 防大35期              | 中部方面混成団副団長                        | 東北方面特科隊副隊長                                       |
| 34 | 1等陸佐 | 川内康孝   | 2021年08月01日 - 2023年03月12日                             | 防大33期              | 中部方面総監部総務部総務課長                | 退職                                                       |
| 35 | 1等陸佐 | 真部亮太   | 2023年03月13日 -                                            | 防大36期              | 武山駐屯地業務隊長                          |                                                            |